# Union artistique belge
L’Union artistique belge (UAB) a été créé le 15 juillet 1915 par Auguste Notorange. L'UAB était à l'époque le premier syndicat pour artistes, reconnu par la Ligue mondiale des organisations des artistes. Son siège social se trouvait à Bruxelles, Belgique. L'UAB avait pour but de relever le niveau moral, matériel et économique des artistes de cirques, music-hall et concert, de les protéger dans leur travail en particulier et, en général, dans toutes les circonstances difficiles découlant de leur profession. L'Union devait également agir afin d'obtenir le plus de bien-être pour ses membres.